# 歐文 (密蘇里州)
歐文（英語：Irwin）是位於美國密蘇里州巴頓縣的普查規定居民點。

## 歷史
歐文的郵局於1884年設立，其後於1981年停運。

## 人口
根據2020年美國人口普查的數據，歐文的面積為0.78平方千米，當中陸地面積為0.77平方千米，而水域面積為0.01平方千米。當地共有人口47人，而人口密度為每平方千米60.26人。